# Castillo de Buñol (La Ginebrosa)
El castillo de Buñol (castell de Bunyol en catalán) es un castillo aragonés en ruinas de época musulmana que se encuentra en el término de La Ginebrosa (Bajo Aragón, Teruel), junto al río Guadalope, aguas abajo de la confluencia con el río Algerez o Bergantes, dominando la entrada norte de la depresión de Más de las Matas.
Donado por Jaime I de Aragón a Blasco de Alagón, fue una de las bases de la línea defensiva que protegía el reino de los musulmanes y perdió su valor estratégico tras la conquista de Valencia por los cristianos. Tras un tiempo en manos de la Orden del Temple, fue abandonado.